# بومبو (مدينة)
بومبو، (بالإنجليزية: Pompu)‏، (سردينيا: Pompu)، هي بلدية، في مقاطعة أوريستانو، في إقليم سردينيا الإيطالي، وتقع على بعد حوالي 60 كم (37 ميل) شمال غرب كالياري، وحوالي 25 كم (16 ميل) جنوب شرق أوريستانو.

## السكان
في سنة 1861 بلغ عدد السكان 202 نسمة، وتطور العدد ليصل في سنة 2011 لـ 278 نسمة.
يظهر هذا المخطط البياني تطور النمو السكاني لـ بومبو (مدينة)